# Boris Blank
Boris Blank, född 15 januari 1952 i Bern, är en schweizisk låtskrivare i gruppen Yello. Blank är känd för att ha absolut gehör. Han bor i Zürich med sin fru och dotter.
Som barn var Blank mycket musikintresserad, men han lärde sig aldrig att läsa noter. Vid en olycka när han lekte med krut blev han blind på ena ögat. Blank började tidigt experimentera med ljud och samplingar. Bland annat experimenterade han med loopar på kassetter och ekoeffekter. Han bildade 1979 gruppen Yello med Carlos Perón och Dieter Meier.